# 李毅男
李毅男（1979年2月25日—），是一名已退役中国足球运动员，司职中后卫。

## 职业生涯
李毅男是沈阳青年队培养出来的球员，1998年进入一线队，在涅波姆尼亚奇执教期间坐稳了主力位置，并成为了队长。2004年赛季中，李毅男却突然遭到俱乐部封杀，次年转会至上海申花，表现较为出色。不过2006年后，他受到伤病困扰，而申花又引进了国脚李玮锋，李毅男逐渐失去队中位置。2007年申花与联城合并后，队内中后卫竞争愈加激烈，最终他在2008年初以170万元身价加盟武汉光谷。
不料武汉于2008年中途退赛，被取消了注册资格，李毅男与其他数十名球员一起被挂牌，不过最终却由于武汉俱乐部180万元的开价而未能完成转会。由于他也并未像其他一些武汉籍球员一样加入新成立的乙级队湖北绿茵，因此陷入无球可踢的境地，只能等待二次转会。
2009年7月，二次转会大门开启之后，再次有多家俱乐部找到李毅男。经历了大半年的失业之后，李毅男终于重新上岗，武汉光谷跟上海浦东中邦达成一致，李毅男重新回到上海。
2010年，李毅男转会加盟重庆力帆。
2011年7月，辽宁宏运由于主力中后卫杨善平和外援金裕晋先后受伤，令球队后防线面临很大挑战。于是在球员二次转会时从重庆力帆引进李毅男。
2012年1月4日，李毅男正式与沈阳东进签约，双方签订了一年合同。。
李毅男退役后曾任呼和浩特东进、福建超越助教，2016年间担任福建超越主教练。2017年间担任上海搏击长空中方青训总监，2018和2019年担任沈阳城市建设主帅，2021年间任福建天信助教。之後又先后出任青岛红狮助教以及代理主教练、一線隊主教練、上海嘉定汇龙主教練。